# Konrád
Konrád je mužské křestní jméno německého původu. Vzniklo ze staroněmeckého slova Kounrat a vykládá se jako „smělý rádce“. Můžeme se s ním setkat i jako s příjmením.
Podle staršího kalendáře má svátek 26. listopadu.
Domácká podoba jména také Konrádek, Konek nebo Kuneš.

## Konrád v jiných jazycích
- Slovensky, maďarsky: Konrád
- Německy: Konrad nebo Conrad
- Anglicky, francouzsky: Conrad
- Italsky: Corrado
- Španělsky: Conrado
- Nizozemsky: Koenraad
- Polsky: Konrad

## Známí nositelé jména

### Panovníci
V českých zemích
- Konrád I. Brněnský – kníže brněnského údělu (1054–1055 a 1061–1092) a český kníže (1092) z dynastie Přemyslovců
- Konrád II. Ota – český kníže (1182 a 1189–1191) a markrabě moravský (1182–1189)
- Konrád II. Znojemský – kníže znojemského údělu (1156–asi 1161) z dynastie Přemyslovců

Jinde
- Konrád II. Sálský – římský král (1024–1039) a od roku 1027 císař Svaté říše římské

### Ostatní
- Konrad Adenauer – německý konzervativní politik, první poválečný kancléř Německa
- Franz Konrad Bartl – český matematik a fyzik
- Konrad Bayer – německý šachový skladatel z Olomouce
- Konrad Bloch – americký biochemik německého původu
- Konrad Duden – německý gymnaziální učitel a filolog
- Konrád Grebel – humanistický učenec a průkopník anabaptismu
- Konrád z Krosigku – německý biskup, účastník 4. křížové výpravy
- Konrad Henlein – nacista, sudetoněmecký politik a vůdce separatistického hnutí
- Konrad T. Lewandowski – polský spisovatel fantasy
- Konrad Lorenz – rakouský zoolog, zakladatel moderní etologie
- Konrad von Preysing – německý kardinál, biskup eichstättský (1932–1935) a berlínský (1935–1950)
- Konrad Stäheli – švýcarský sportovní střelec
- Konrád Waldhauser – kazatel, spisovatel a církevní reformátor
- Eduard Konrad Zirm – primář očního oddělení fakultní nemocnice v Olomouci, který zde 7. prosince 1905 provedl první úspěšnou transplantaci oční rohovky na světě

### Příjmení
Viz článek Konrád (příjmení).